# Franz von Sonnenberg

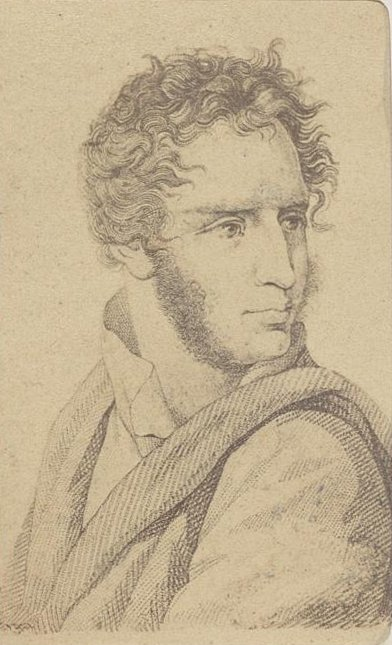
Franz von Sonnenberg

Freiherr Franz Anton Joseph Ignaz Maria von Sonnenberg (* 5. September 1779 in Münster; † 22. November 1805 in Jena) war ein deutscher Dichter.
Er entwarf schon auf dem Gymnasium in Münster nach Friedrich Gottlieb Klopstocks Messiade Der Messias den Plan zu einem Epos: Das Weltende (Band 1, Wien 1801). Er studierte Jura, doch nicht aus Neigung, lebte später zurückgezogen in Jena und arbeitete hier an einem zweiten Epos: Donatoa, abermals einem Gemälde des Weltuntergangs, das ihn so in Anspruch nahm, dass er Schlaf und Nahrungsaufnahme, Umgang und jede Lebensfreude dafür aufopferte.
Auch in Donatoa (Halle 1806, 2 Bde., mit Biographie von Johann Gottfried Gruber) erscheint Sonnenberg als ein Nacheiferer Klopstocks.
Franz von Sonnenberg beendete am 22. November 1805 sein Leben durch einen Sturz aus dem Fenster. Aus seinem Nachlass erschienen auch Gedichte (Rudolstadt 1808).

## Werke
- Das Weltende. Wien 1801
- Frankreich und Deutschland. Ein Basrelief an der Wiege des Jahrhunderts. Göttingen 1803
- Deutschlands Auferstehungstag. Göttingen 1804
- Donatoa. Epopoe. 2 Bd., Halle 1806, (Online: MDZ München)
- Gedichte. Rudolstadt 1808, (Online: MDZ München)